# Windeck
Windeck ist eine Gemeinde im Osten des Rhein-Sieg-Kreises in Nordrhein-Westfalen. Hier leben rund 19.555 Einwohner (Stand: 31. Dezember 2024) beiderseits der Sieg. Die Kommune entstand 1969 durch Zusammenlegung der Gemeinden Herchen, Dattenfeld und Rosbach. Sie wurde nach der Burgruine Windeck benannt.

## Geographie

### Geographische Lage
Die Gemeinde liegt im Naturpark Bergisches Land und im Übergangsraum zwischen Bergischem Land, Westerwald und Siegerland im Dreieck Köln–Bonn–Siegen.
Nachbargemeinden sind im Westen die Gemeinde Eitorf und im Nordwesten die Gemeinde Ruppichteroth, beide liegen im Rhein-Sieg-Kreis. Im Norden grenzt Windeck an die Stadt Waldbröl und die Gemeinde Morsbach, beide im Oberbergischen Kreis, im Osten an die Verbandsgemeinde Hamm (Sieg), im Süden an die Verbandsgemeinde Altenkirchen-Flammersfeld im Landkreis Altenkirchen in Rheinland-Pfalz. Nächstgelegene Großstadt ist die 30 Kilometer östlich gelegene Universitätsstadt Siegen, Bonn liegt rund 35 Kilometer westlich von Windeck. Die Millionenstadt Köln und die rheinland-pfälzische Stadt Koblenz sind jeweils rund 50 Kilometer von Windeck entfernt.

### Gemeindegliederung
Die Gemeinde Windeck gliedert sich verwaltungsmäßig in die Ortsteile Dattenfeld, Herchen, Leuscheid, Rosbach, Schladern und Windeck, zu denen insgesamt 66, zum Teil sehr kleine, Ortschaften gehören.
Die einwohnerstärksten Ortschaften sind (Stand: 31. Dezember 2011):
| Ortschaft  | Einwohner |
| ---------- | --------- |
| Rosbach    | 3968      |
| Dattenfeld | 2347      |
| Leuscheid  | 1170      |
| Schladern  | 1150      |
| Herchen    | 1086      |

Alle Ortschaften (alphabetisch):
- Alsen
- Altenherfen
- Altwindeck
- Au
- Bellingen
- Dattenfeld
- Distelshausen
- Dreisel
- Ehrenhausen
- Eich
- Eulenbruch
- Geilhausen
- Gerressen
- Gierzhagen
- Gutmannseichen
- Hahnenbach
- Halscheid
- Hau
- Helpenstell
- Herchen
- Herchen-Bahnhof
- Himmeroth
- Hönrath
- Hoppengarten
- Hurst
- Imhausen
- Irsen
- Kaltbachmühle
- Kocherscheid
- Kohlberg
- Kuchhausen
- Langenberg
- Leidhecke
- Leuscheid
- Locksiefen
- Löh
- Lüttershausen
- Mauel
- Mauelermühle
- Mittel
- Neuenhof
- Öttershagen
- Ohmbach
- Ommeroth
- Opperzau
- Perseifen
- Rieferath
- Ringenstellen
- Rossel
- Röcklingen
- Röhrigshof
- Rommen
- Rosbach
- Roth bei Rossel
- Saal
- Sangerhof
- Schabernack
- Schladern
- Sommerhof
- Stromberg
- Unkelmühle
- Werfen
- Werfermühle
- Wiedenhof
- Wilberhofen
- Wilhelmshöhe

Ehemalige Ortsteile sind hier gelistet.

## Geschichte

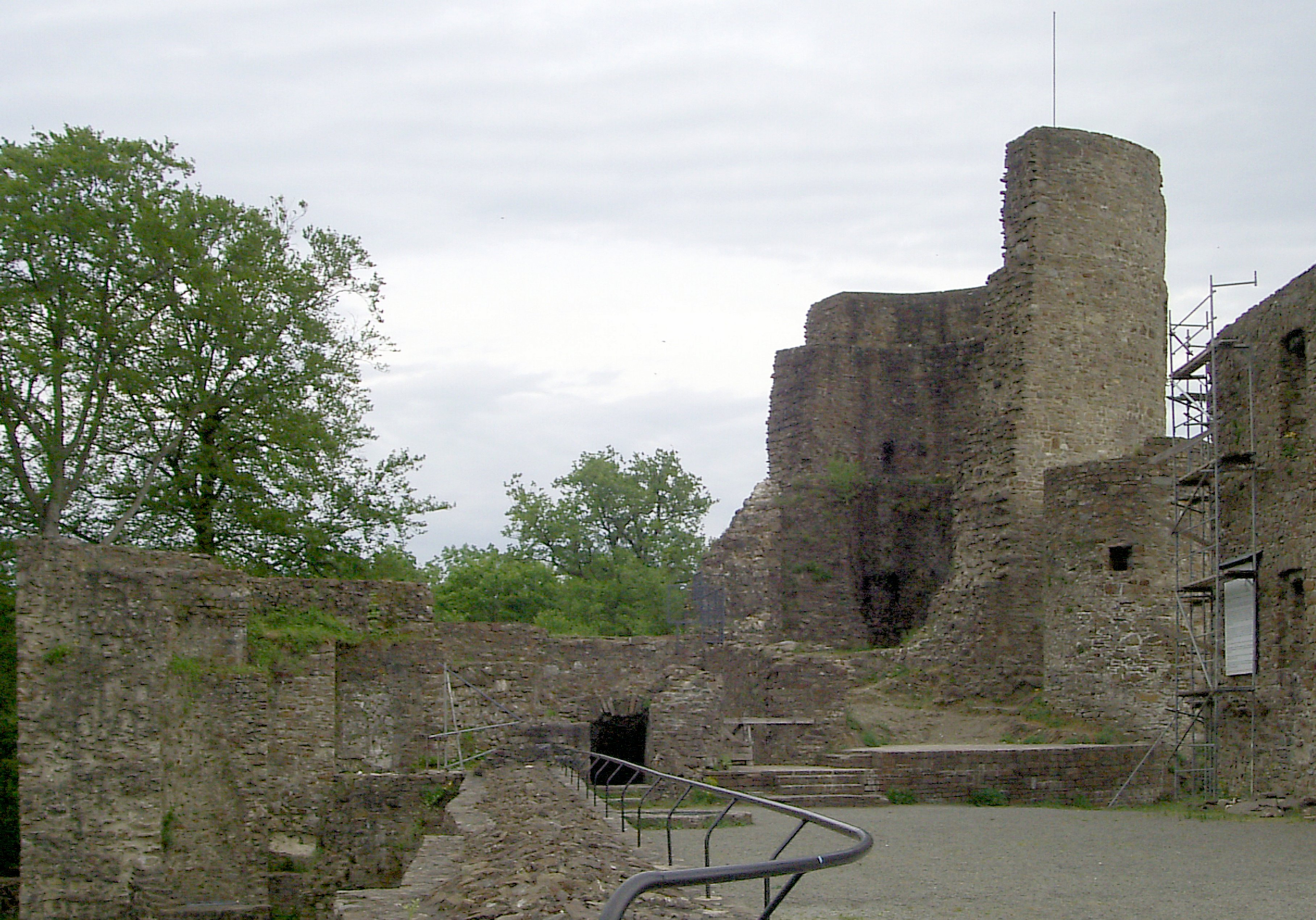
Burg Windeck

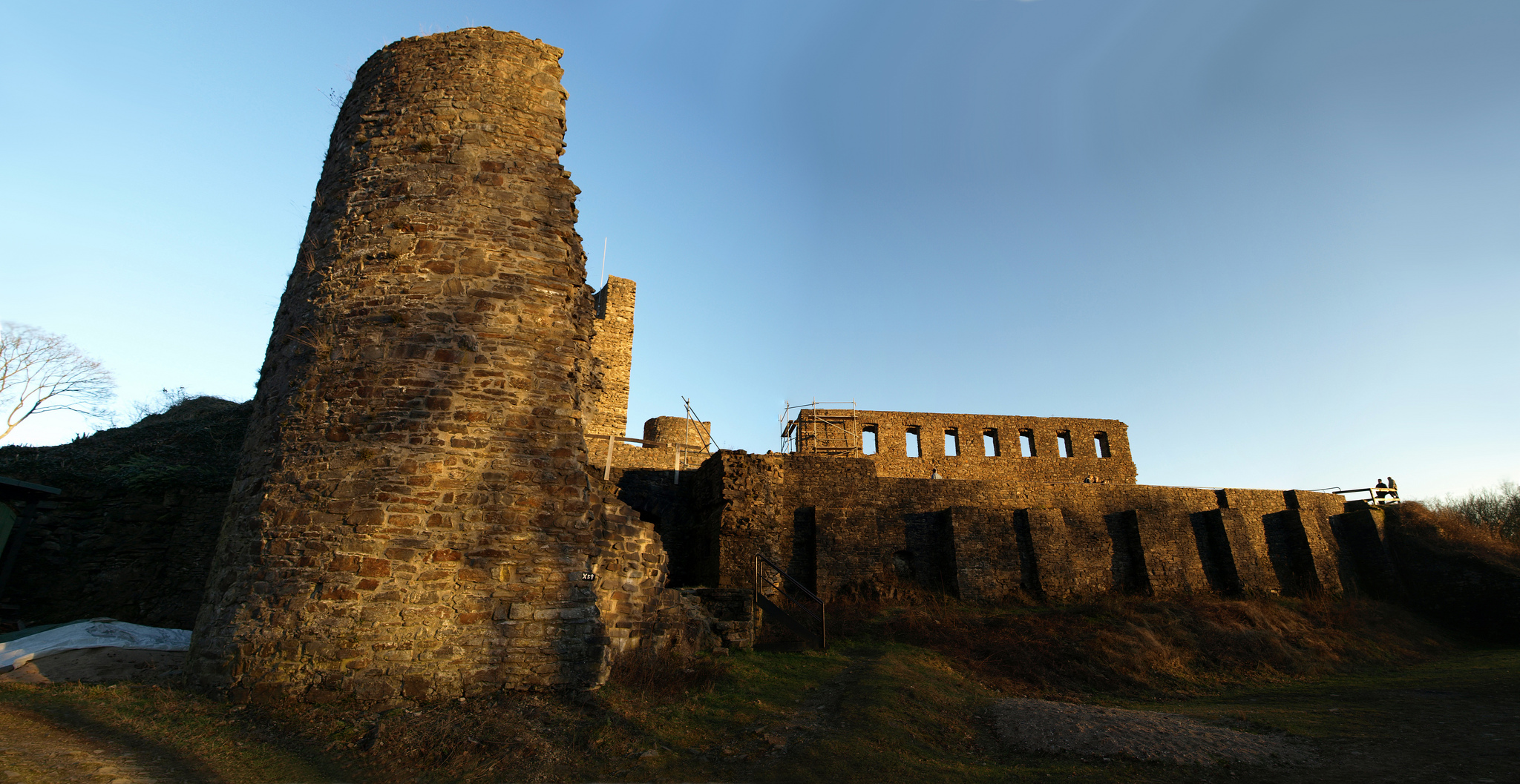
Panorama der Burgruine

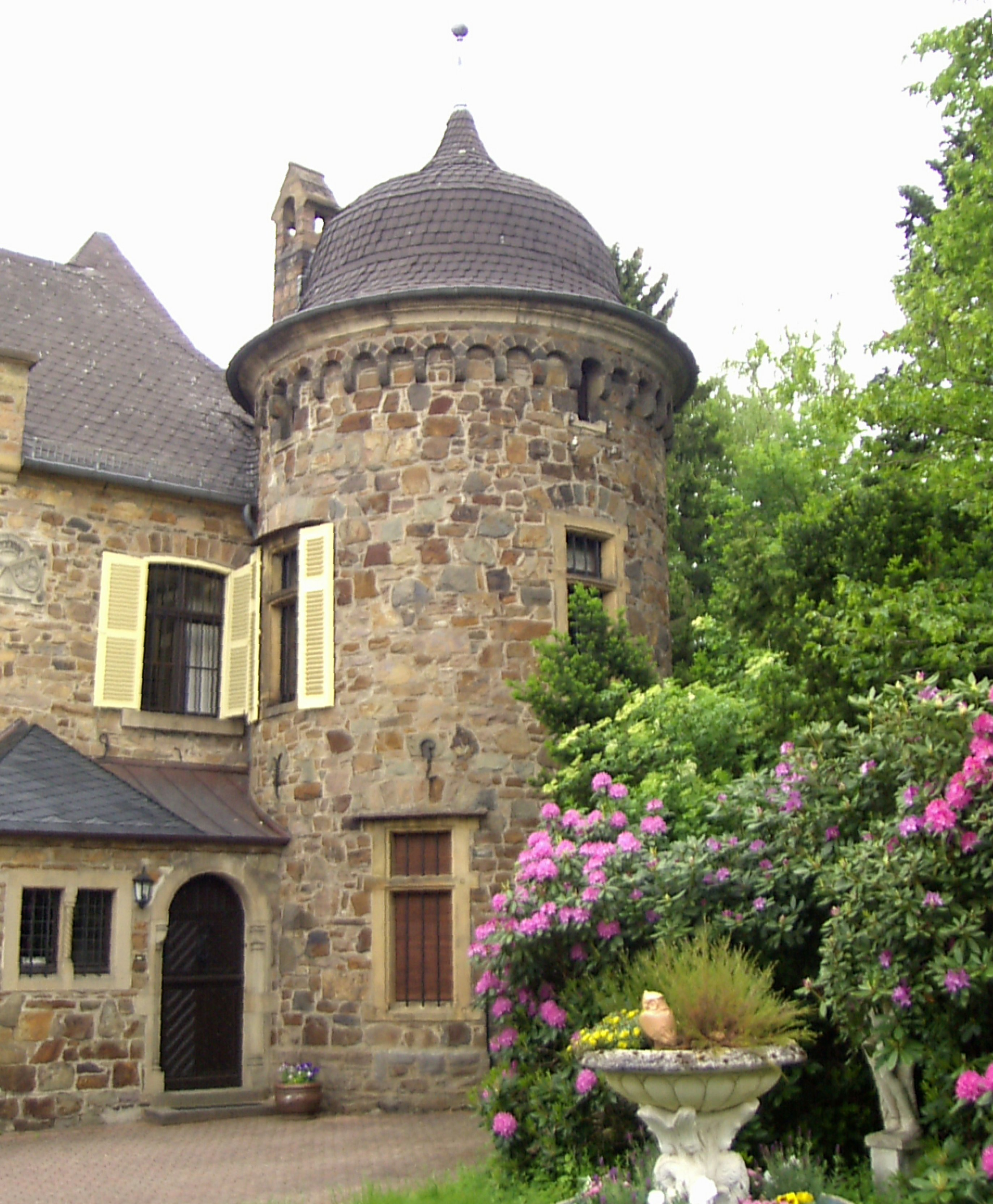
Burg Dattenfeld, ein ehemaliges Pfarrhaus

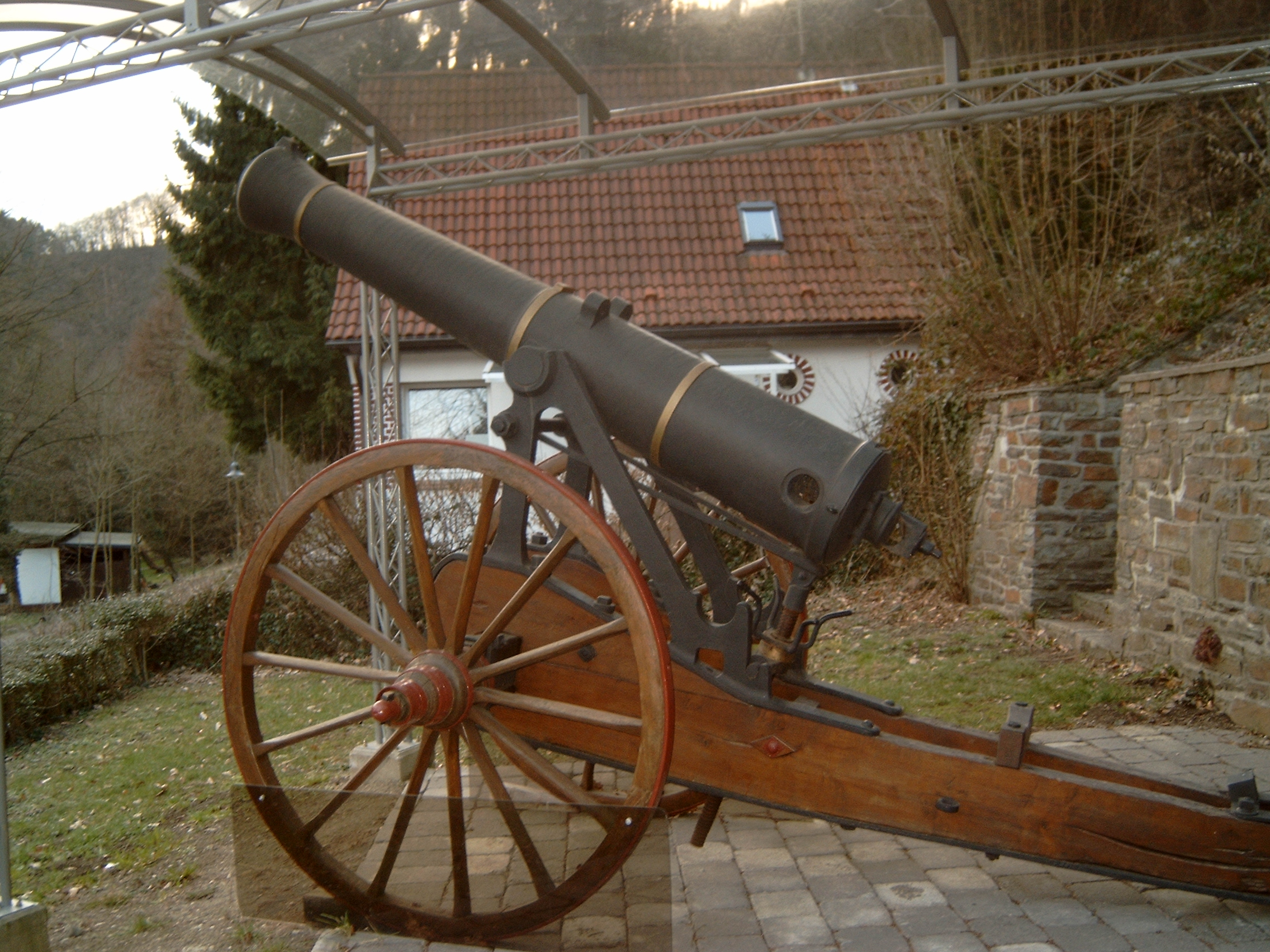
Die Herchener „Kölner Kanonen“

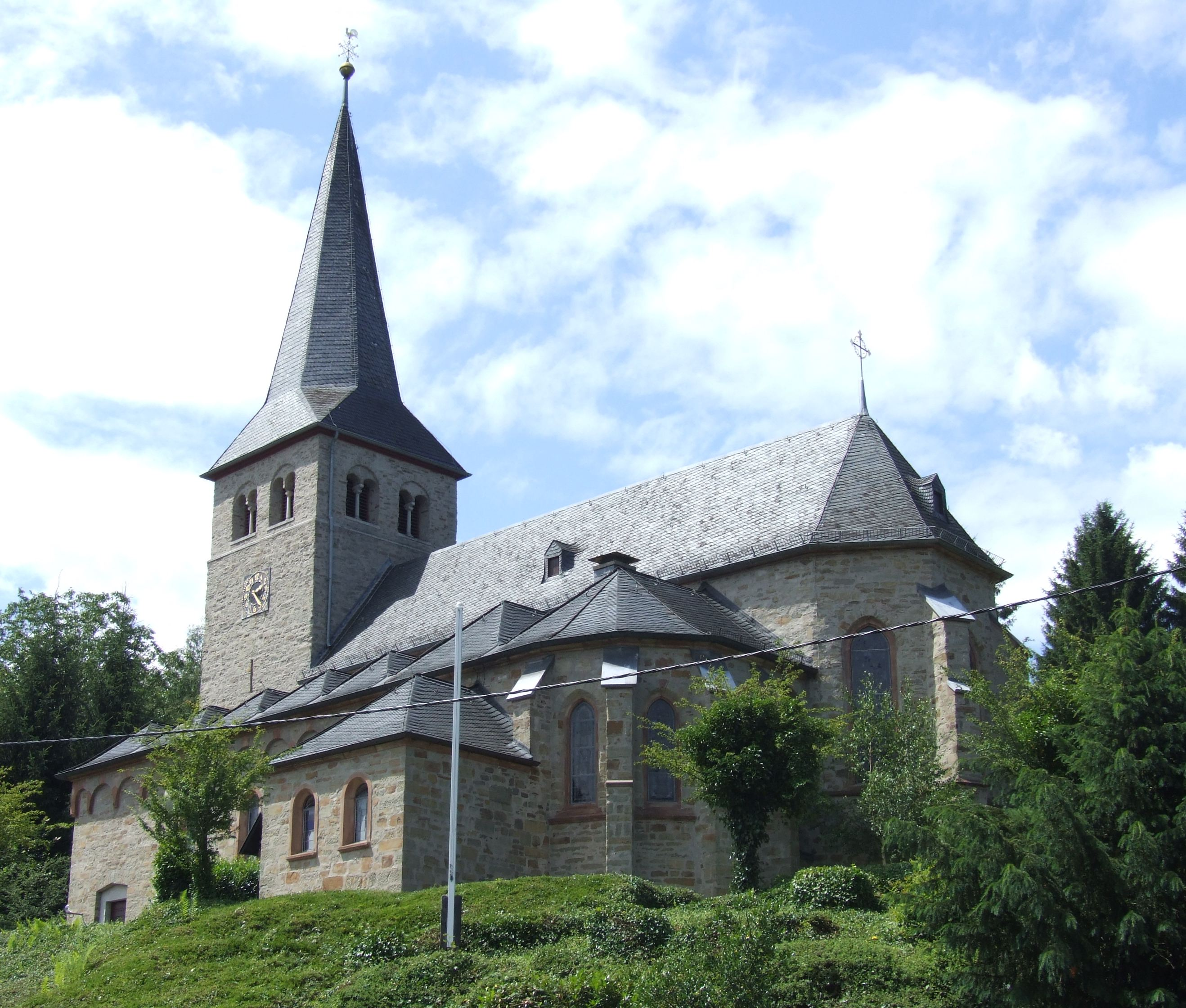
Die katholische Kirche in Herchen

Das Gebiet der Gemeinde Windeck wurde bereits vor dem Ende der letzten Kaltzeit von jagenden Menschengruppen aufgesucht, wie der Fund eines „Retuscheurs“ – eines Steins, der zur Bearbeitung anderer Steine diente – in der Nähe von Windeck-Dreisel zeigt, der auf Grund von Parallelen im Neuwieder Becken in die Zeit um 11.000 v. Chr. datiert werden kann. Der Stein enthält auf beiden Seiten je eine Tiergravur, von denen das Abbild einer Elchkuh noch gut erkennbar ist, während die Gravur auf der anderen Seite beschädigt und nicht mehr klar zu deuten ist.
Die spätere Geschichte Windecks ist mit der Geschichte der Burg Windeck verbunden. Nach den Grafen von Thüringen und den Erzbischöfen von Köln ging Windeck über die Grafen von Sayn an das Herzogtum Berg und bildete als Amt Windeck eine eigene Amtsverwaltung des Bergischen Landes. Wüstungen wie Augeben und Verlorene werden erwähnt.
Unter Napoleons Herrschaft wurde die Gegend 1806 Teil des neugebildeten Großherzogtums Berg und es wurden die Mairie Dattenfeld mit der Mairie Rosbach zu einer Munizipalität im Kanton Waldbröl zusammengelegt. Der Munizipal wirkte von Burg Mauel aus, in Burg Hof stand ein Militärkommando. Nach dem Wiener Kongress 1815 kam das Gebiet mit dem größten Teil des aufgelösten Großherzogtums Berg zum Königreich Preußen, wo es als Gemeinde Dattenfeld zum Kreis Waldbröl gehörte. Herchen war damals der Munizipalität Eitorf zugeschlagen worden und kam infolgedessen zum Kreis Uckerath und mit diesem zum Siegkreis. 1932 wurde der Kreis Waldbröl aufgelöst und das Amt Dattenfeld kam wie die Gemeinden Dattenfeld und Rosbach zum Siegkreis. Am 1. August 1969 wurden die drei Gemeinden Herchen, Dattenfeld und Rosbach in der Gemeinde Windeck zusammengefasst. Es war geplant, Herchen wieder Eitorf zuzuordnen. Diese Regelung hätte aber zu wenig Einwohner für die Gemeinde Windeck gebracht und wurde verworfen.
Während des Zweiten Weltkriegs gab es die größten Zerstörungen im Gebiet von Rosbach. Dort war vermutlich eine Elite-SS-Truppe von Adolf Hitler stationiert, weshalb Rosbach am 2. Februar 1945 von 20 englischen Bombern um ca. 11:40 Uhr angegriffen wurde. Die Bomben fielen hauptsächlich auf den Kirchhof. Sie zerstörten das heutige Bürgermeisteramt, welches früher die Apotheke war. Besitzer und Aushilfe starben. Daneben befand sich eine Arztpraxis, die zu der Zeit als Volksschule diente. Manche Schüler starben, obwohl viele Eltern oder Lehrer sie nach Hause schickten, als sie um 9 Uhr ein englisches Flugzeug sahen und damit die Bombardierung befürchteten. Weiterhin wurden die Häuser in der Nähe des Kirchhofes vollkommen zerstört, Familien wurden ausgelöscht und in der Umgebung waren die Häuser nicht mehr bewohnbar. Anfang März 1945 wurde die Siegbrücke im Zuge des Projekts „Verbrannte Erde“ zerstört. Die Kirche auf dem Kirchhof blieb verschont, sie überstand den Angriff, lediglich die Scheiben zersprangen bei dem Angriff. Die Kirche wurde aber vor dem Angriff demoliert. Zwei von den drei Glocken wurden aus dem Turm für Kriegsmaterial eingeschmolzen, die dritte blieb nur verschont, weil sie unter Denkmalschutz stand. Viele Geschäfte wurden zerstört, unter anderem der Rosbacher Hof, Friseur Krämer und kleinere Hotels.
Die Anzahl der Toten belief sich auf 42 Einwohner, aber Ärzte und einige Familien waren darunter. Das Gebiet wurde nach dem Angriff von Amerikanern besetzt. Die SS-Truppen zogen weiter in andere Gebiete.
Der Wiederaufbau begann um das Jahr 1946. Viele Männer waren noch in Kriegsgefangenschaft, daher mussten die Frauen anfangen die Dörfer wieder aufzubauen. Sie nahmen sich die am besten erhaltenen Materialien und versuchten Häuser und Wohnungen wieder bewohnbar zu machen. Die Firma Hermes half mit Unterstützungen durch Stahl für den Aufbau des Eisenbahnverkehrs, da die Eisenbahnbrücken auch völlig zerstört worden waren. Allmählich kehrten auch die Soldaten aus dem Krieg zurück und damit begann ein Aufschwung des Wiederaufbaus. Die Siegbrücke wurde mit einem Fußsteig wieder überquerbar gemacht, damit die andere Seite der Sieg wieder versorgt werden konnte. Als am 23. August 1946 Nordrhein-Westfalen gegründet wurde, war die Versorgung immer noch katastrophal, da die Geschäftswege durch die unterschiedlichen Besatzungsgebiete gestört wurden und die Einwohner somit nicht genug Nahrung kaufen, damit die Familien ordentlich ernährt werden konnten.
Der Wiederaufbau war also schwierig zu dieser Zeit, vor allem direkt nach dem Angriff in Rosbach und der Kapitulation Deutschlands. Die Bevölkerung konnte nicht genug einkaufen, womit ein gezielter und sicherer Aufbau hätte gesichert werden können. Die Wohnungen waren notdürftig hergerichtet und viele Soldaten mussten ihre Familien nach der Rückkehr suchen, da sie nicht mehr im selben Haus wohnten wie vorher.
Dass die kommunale Gebietsreform stattgefunden hat, hat verschiedene Gründe. Nach dem Krieg gab es keine Verbindung mehr zwischen den einzelnen kleinen Gemeinden, da die wachsende Infrastruktur und die verbesserte Mobilität es der Bevölkerung ermöglichten, in die Städte und Gemeinden zu ziehen, die ihre Ansprüche erfüllten. Sie fanden einen „über das Gemeindegebiet hinausgehenden Raum als ihren Lebensraum“ und beanspruchten damit nicht mehr die internen Geschäfte der Gemeinde, womit sich die Einnahmen auf die Gemeinden außerhalb beschränkten. Ein weiterer Grund ist die gestiegene Erwartung der Bevölkerung: „Der Bürger auf dem Lande erwartet das gleiche Angebot, das die Städte ihren Einwohnern seit langem bieten können.“ Dies führte dann insgesamt, auch aus dem Grund der besseren Verwaltung, zur Planung einer Gebietsreform.
Man wollte die alten Grenzen zwischen den Gemeinden verbessern, da diese meist schon 200 Jahre alt waren. Diese Grenzen waren nicht mehr gewollt, da durch den Krieg und der neuen Wirtschaft, vor allem durch die Industrien, die alten Grenzen nicht mehr übernommen werden konnten. Die kleinen Gemeinden wollte man mit anderen Gemeinden zusammenlegen, damit diese sich besser verwalten ließen, da die ganz kleinen Gemeinden aufgrund zu geringer Einwohnerzahl den Verwaltungsakt nicht aufbringen konnten. Auch die Kreise in Nordrhein-Westfalen waren davon betroffen, da viele nicht in der Lage waren „die gehobene und höhere Versorgung der Bevölkerung zu gewährleisten.“ Die kreisfreien Städte in Nordrhein-Westfalen waren zudem auch mit großen Schwankungen verbunden, sie hatten zwischen 43.000 und 856.000 Einwohner und 12 km² und 271 km² Fläche.
Daher beschloss man Gutachten zu erstellen, die festlegen sollten, wie viele Einwohner eine Gemeinde zu haben hat und wie die Versorgung zu handhaben ist. Gemeinden sollten mindestens 8000 Einwohner – in Ausnahmefällen 5000 Einwohner – besitzen und die Grundversorgung soll innerhalb einer halben Stunde mittels öffentlichen Verkehrsmitteln erreichbar sein. Gemeinden ab 30.000 Einwohner sollen zudem auch noch für die kleineren Gemeinden als Versorgungszentrum dienen.
In dem Gebiet Windecks befanden sich zu der Zeit der kommunalen Gebietsreform die drei Gemeinden Dattenfeld (4949 Einwohner, 27,2 km² Fläche), Herchen (5313 Einwohner, 46,19 km² Fläche) und Rosbach (6627 Einwohner, 33,83 km² Fläche). Damit waren alle drei Gemeinden zu klein, um eine eigene Gemeinde zu bleiben. Die Gebietsreform sah vor, diese drei Gemeinden zur Gemeinde Windeck zusammenzuschließen und dem Rhein-Sieg-Kreis zuzuordnen.
Die Bevölkerung wehrte sich aber dagegen. Vor allem die Gemeinde Herchen wollte nicht zur Gemeinde Windeck, da sie aufgrund ihrer Nähe zu Eitorf eher dorthin tendierte. Nach kleineren Reibereien zwischen den Politikern und der Bevölkerung kam es zur Einigung. Somit wurde am 1. August 1969 die Gemeinde Windeck mit einer Einwohnerzahl von 17.452 und einer Fläche von 107,24 km² gegründet. Diese Neugliederung brachte verschiedene Veränderungen mit sich. Unter anderem wurde die Feuerwehr Windeck gegründet. Vorher hatte jede Gemeinde ihre eigene Feuerwehr, diese wurden nun Löschgruppen genannt und von der Feuerwehr Windeck verwaltet. Der erste Gemeindedirektor war Herr Krämer.

### Einwohnerentwicklung
(jeweils am 31. Dezember)
| Jahr | Einwohner |
| ---- | --------- |
| 1970 | 16.886    |
| 1980 | 17.549    |
| 1990 | 18.456    |
| 1999 | 20.832    |
| 2000 | 20.811    |
| 2001 | 21.048    |
| 2002 | 21.006    |
| 2003 | 21.100    |

| Jahr | Einwohner |
| ---- | --------- |
| 2004 | 21.137    |
| 2005 | 21.124    |
| 2006 | 21.012    |
| 2007 | 20.870    |
| 2008 | 20.679    |
| 2009 | 20.565    |
| 2017 | 18.937    |

## Politik

### Gemeinderat
Die 32 Sitze des Gemeinderats verteilen sich wie folgt:
| Partei/Liste    | Sitze | Sitze | Sitze |
| Partei/Liste    | 2020  | 2014  | 2009  |
| --------------- | ----- | ----- | ----- |
| SPD             | 9     | 14    | 13    |
| CDU             | 12    | 12    | 12    |
| GRÜNE           | 6     | 3     | 3     |
| FDP             | 2     | 1     | 3     |
| LINKE           | 1     | 1     | 1     |
| Volksabstimmung | 1     | 1     | –     |
| Piraten         | 1     | –     | –     |

### Bürgermeister
Am 18. November 2018 wurde Alexandra Christine Gauß (Grüne) mit 53,77 % der Stimmen zur Bürgermeisterin gewählt.
Ihre Kandidatur wurde von CDU, FDP und den Grünen unterstützt.

### Wappen
Der Gemeinde Windeck ist mit Urkunde des Regierungspräsidenten in Köln vom 4. Mai 1972 das Recht zur Führung eines Wappens verliehen worden.
| Wappen von Windeck | Blasonierung: „Das Wappen zeigt oben in Silber (Weiß) einen schreitenden, blau gekrönten, -bewehrten und -bezungten Löwen; unten in Blau einen silbernen (weißen) Mann im Harnisch, einen silbernen (weißen) und gold (gelb)-schäftigten Streithammer schwingend.“ |
| Wappen von Windeck | Wappenbegründung: Das Wappen wurde vom ehemaligen Amt Dattenfeld/Rosbach übernommen und zeigt in leicht abgeänderter Form das Wappentier des bergischen Landesherren, die Zugehörigkeit zum Herzogtum Berg, wobei dieser Löwe im Gegensatz zum stehenden Bergischen Löwen nicht doppelschwänzig ist. Der „Ritter“ entstammt einem alten Wappen, das einen Bergmann mit einem Hammer zeigte. |

## Kultur und Sehenswürdigkeiten

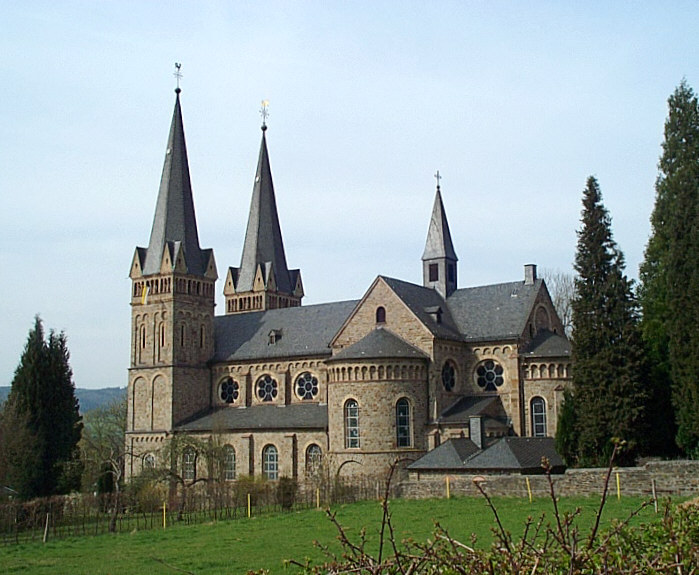
„Siegtaldom“ St. Laurentius in Dattenfeld

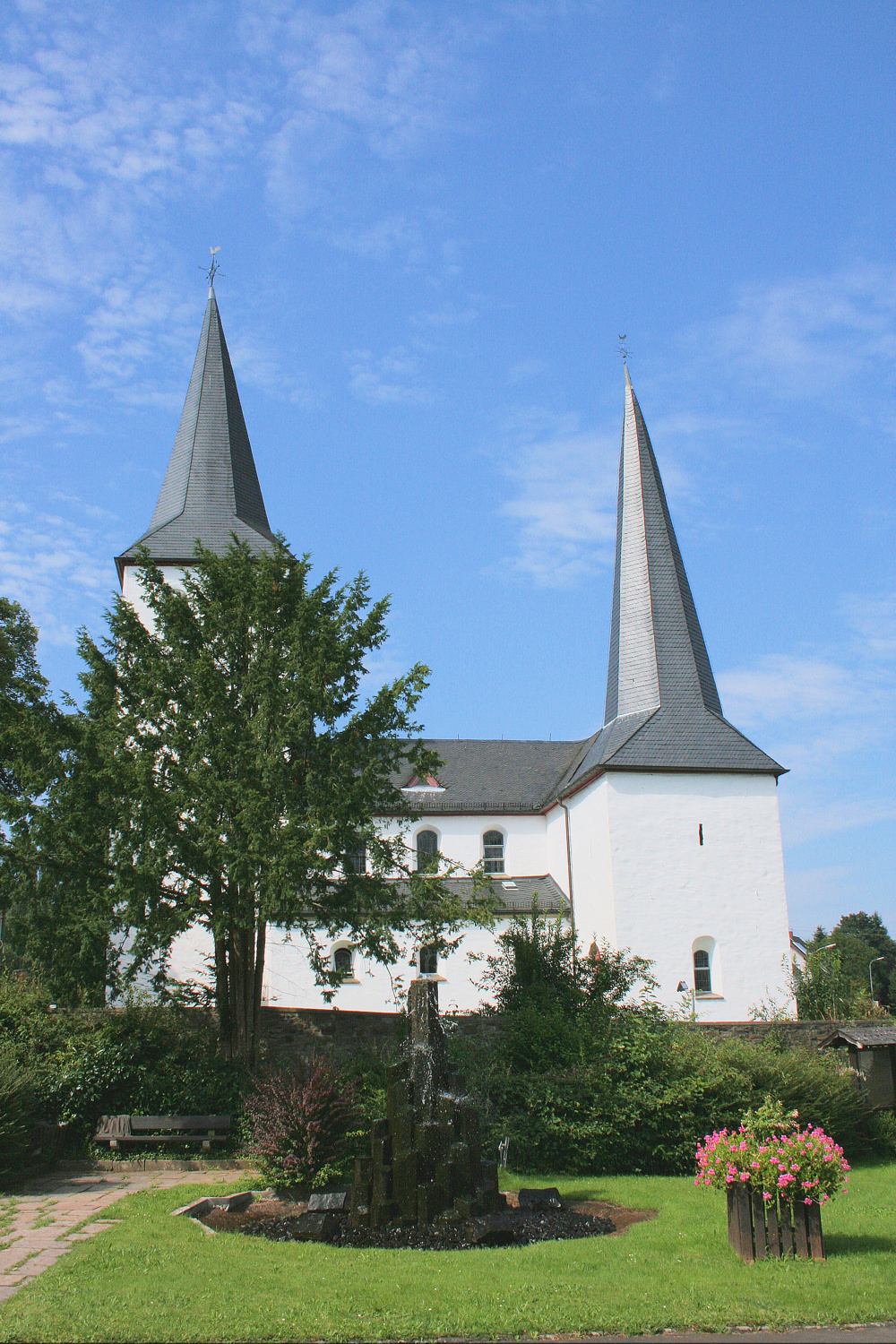
Die evangelische Kirche Leuscheid am August-Sander-Platz

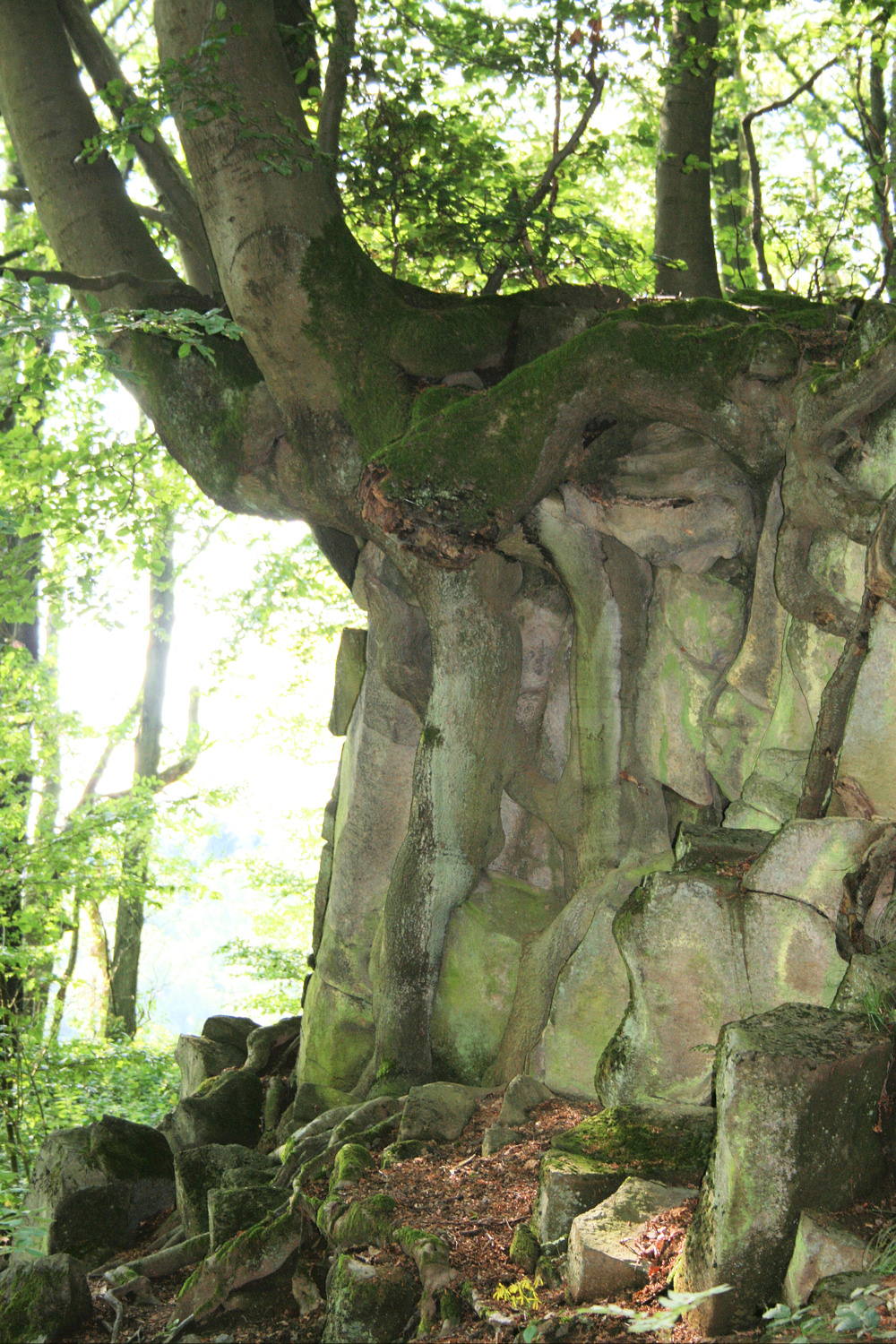
Basaltsteinbruch Blauer Stein

### Bauwerke
- Burg Windeck (Castrum novum) – Burgruine
- Die Alte Burg Windeck (Castrum vetus) – Burgruine
- Siegtaldom St. Laurentius – das Wahrzeichen von Dattenfeld
- Burg Dattenfeld
- Burg Mauel
- Burg Hof bei Rosbach
- Burg (Haus) Broich bei Altwindeck – Burgruine
- Burg (Haus) Benzekausen (Benzinckhausen, Benzinchusin) bei Gansau – Burgruine
- Hangmotte Burg Huen zu Stein (Margaretenburg) auf dem Grengelsberg bei Dreisel – Burgruine (Plateau und Schutt-Tumulus)
- Burg Reifershardt in Werfen
- Ringwälle bei Stromberg
- Altwindeck – mehrmals als schönstes Dorf im Rhein-Sieg-Kreis ausgezeichnet
- Besucherbergwerk Grube Silberhardt in Oettershagen
- Gedenkstätte „Landjuden an der Sieg“ in Rosbach[14]
- Gerichtsstätte des Amtes Windeck an der „Alten Straße“ auf dem Nutscheid. Die Delinquenten wurden dort enthauptet. Zwei Hinrichtungen sind belegt, 1744 ein Falschmünzer und 1766 eine Mutter, die ihre Kinder getötet hat. Auf der Mercatorkarte von 1575 war diese Stätte schon verzeichnet.[15]

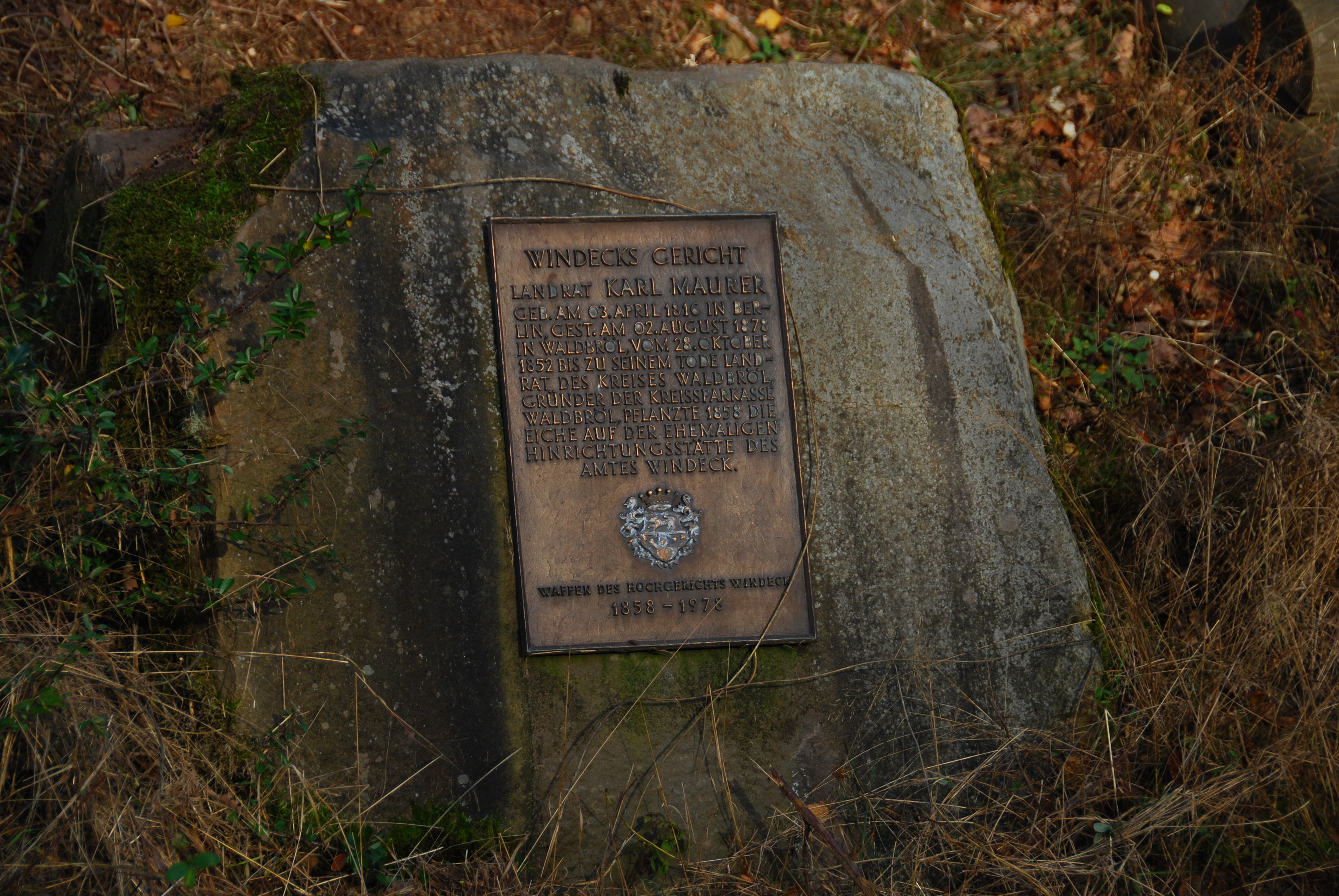
Windecks Gericht

- Der Alte Stuhl – mittelalterliche Femegerichtsstätte (Freistuhl) bei Hurst
- Hindenburgdenkmal in Herchen, heute eine Aussichtsplattform
- „Kölner Kanonen“ in Herchen
- Pulvermühle Elisenthal
- Thingplatz Herchen
- Überreste des Klosters Herchen, ein ehemaliges Zisterzienserinnenkloster

### Theater
- Förderkreis Windecker Matinéeverein
- Theatergruppe Windeck
- Hobbybühne Hurst

### Museen
- Heimatmuseum in Altwindeck
- Gedenkstätte „Landjuden an der Sieg“ in Rosbach
- Besucherbergwerk Grube Silberhardt in Öttershagen

### Naturdenkmäler
- Blutbuche Zur Alten Schmiede, Windeck-Herchen[16]
- Stieleiche Burg-Windeck-Str. 25, Windeck-Schladern, ein 500 Jahre alter Baum neben einem knapp 200 Jahre alten Fachwerkhaus („Stranghöhners“-Haus)
- Stieleiche Alte Brücke 5, Windeck-Herchen, ein 200 Jahre alter Baum mit 25 m Höhe
- Stieleiche Roth 6, Windeck-Roth
- 32 Stieleichen An den Eichen und Am Eichenhain, Windeck-Stromberg
- Sommerlinde Kapellenweg 14, Windeck-Rosbach, ein Baum, der vermutlich beim Bau der danebenliegenden Kapelle um 1743/1744 gepflanzt wurde
- Basaltkrater Kuchhausen
- Heilbrunnen Ohmbach
- Heilbrunnen Halscheid
- Siegfall in Schladern[17]

### Naturschutzgebiete
- ehemalige Siegschleife Dreisel[18]
- Sieg (Naturschutzgebiet)[19] mit
  - Altarm der Sieg, Krummauel
- Rosbachtal[20]
- Steinbruch Imhausen[21]
- Wälder auf dem Leuscheid[22]
- Silikatfelsen an der Sieg[23]
- Hohes Wäldchen auf dem Nutscheid[24]

### Sport
- Volleyball: Der TSV Germania Windeck spielte letzte Saison in der 2. Bundesliga Nord. Bis zur Saison 2005/06 spielte der Verein unter dem Namen TuS Schladern. Die Heimspiele finden in der Sporthalle des Bodelschwingh-Gymnasiums statt.
- Fußball: Der TSV Germania Windeck spielt seit der Saison 2008/09 in der NRW-Liga und trat in der 1. Hauptrunde des DFB-Vereinspokals der Saison 2010/11 gegen den FC Bayern München an. Das Spiel gegen den deutschen Rekordmeister ging im Stadion des 1. FC Köln vor einer Kulisse von 41.100 Zuschauern mit 0:4 verloren. Damit ist es das Erstrunden-Pokalspiel mit den meisten Zuschauern, an dem ein Amateur-Verein jemals teilnahm.
- Breitensport: Die Gemeinde Windeck kann eine Vielzahl von Turn- und Sportvereinen aufweisen. Der TV Rosbach 1965 zählt mit seinen über 800 Mitgliedern zum größten Vertreter der Region. Weitere Sportvereine gibt es unter anderem in den Ortschaften Herchen und Schladern.
- 2008 richtete die Windecker Bogengilde die deutsche Meisterschaft des Deutschen Bogensport-Verbandes im Feld- und Waldbogen rund um die Burg Windeck aus.

### Regelmäßige Veranstaltungen

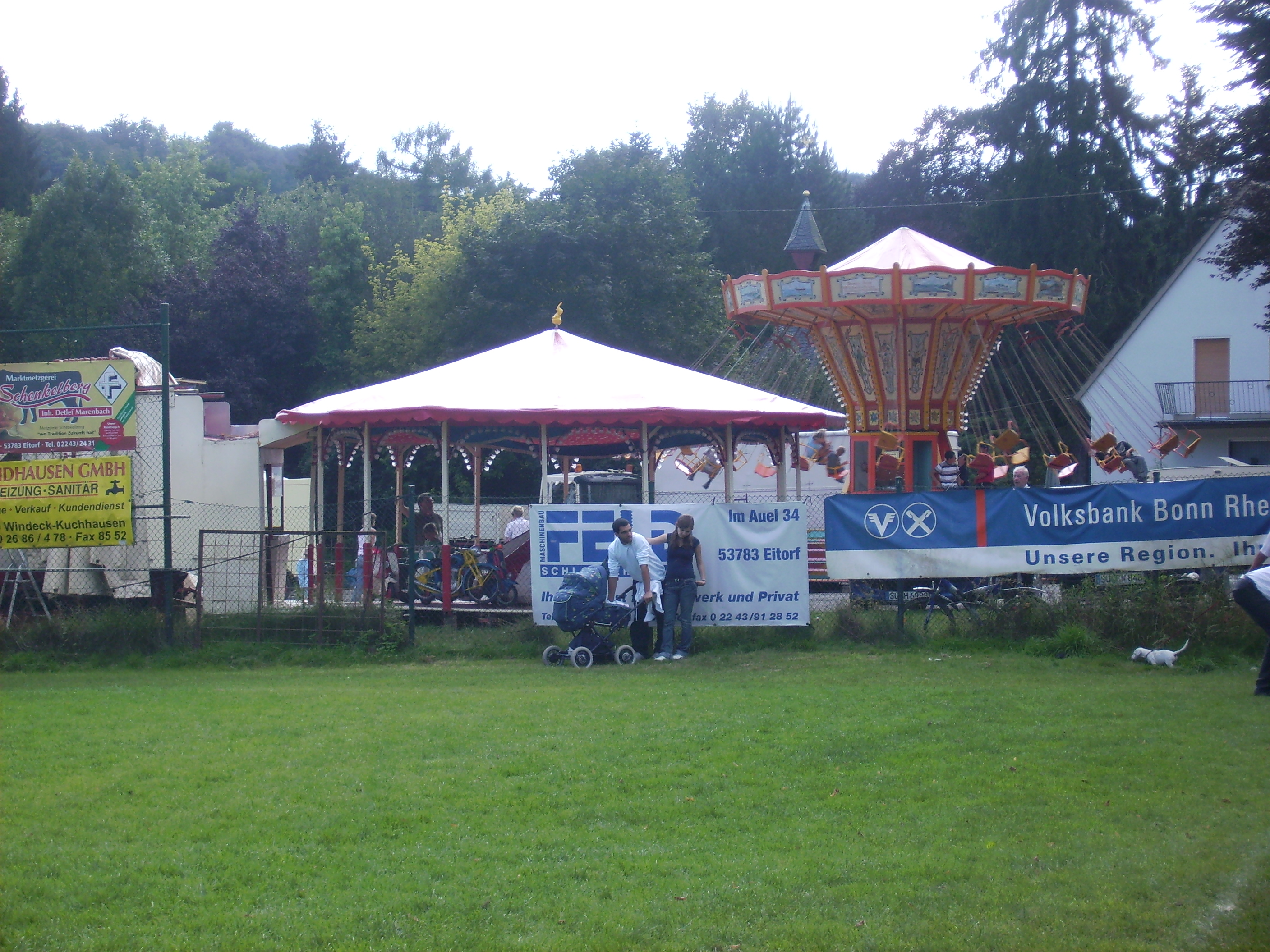
Die kleine Herchener Dorfkirmes

KarnevalDer rheinische Karneval ist in der Gemeinde in mehreren Orten vertreten. Karnevalsgesellschaften gibt es in Dattenfeld, Herchen, Schladern und Hurst. Jährlich finden Sitzungen und Umzüge statt.
Siegtal purGemeinsamer Autofreier Tag der Siegtalgemeinden von Netphen (Quelle) bis Siegburg (Mündung) am ersten Sonntag im Juli mit Sperrung der Straßen entlang der Sieg für den Kraftfahrzeugverkehr und freier Fahrt für Fahrradfahrer und Skater.
KirmesKleine Veranstaltungen finden jährlich in Herchen, Dattenfeld (2. Wochenende im August), Leuscheid (1. Wochenende im Oktober) und Rosbach (1. Wochenende im September) statt.

### Kulinarische Spezialitäten
- In Windeck-Mauel gibt es einen Gasthof mit einer eigenen Hausbrauerei. Das Maueler Hofbräu ist untergärig, leicht trüb und hat einen Stammwürzegehalt von 13 %. Produziert wird das Bier seit 2003, in der Regel setzt Brauer Willmeroth alle 10 Tage 600 l an.
- Land’s Apfelkraut wurde früher in Herchen-Bahnhof produziert und später von Grafschafter Apfelkraut übernommen. Der Aufstrich für Brot und Reibekuchen wurde auch zum Anreichern von Soßen verwendet.
- Windecker Edeldestillate aus der Dorfbrennerei. Neben Obstdestillaten wird hier der WIN-GIN (Windecker Gin) destilliert. In der Bergstraße in Rosbach wurde 2017 auch der erste Whisky hergestellt, der nun im Holzfass lagert.

## Sakralgebäude

### Christentum
- Katholische Kirche St. Laurentius Dattenfeld
- Katholische Kirchengemeinde St. Joseph Rosbach
- Katholische Kirchengemeinde St. Peter Herchen
- Evangelische Kirchengemeinde Rosbach
- Evangelische Kirchengemeinde Leuscheid
- Evangelische Kirchengemeinde Herchen
- Freikirchliche Gemeinde Windeck-Imhausen
- Evangeliums-Christengemeinde Rosbach

### Buddhismus
- Wat Pah Analayo – Thailändischer Tempel – Windeck-Langenberg[25]
- Karma Tekchen Yi Ong Ling Klausurzentrum in Windeck-Halscheid[26]

## Wirtschaft und Infrastruktur

### Unternehmen
- WMV Apparatebau GmbH
Das 1970 in Siegburg-Seligenthal gegründete Unternehmen wechselte erst nach Windeck-Schladern und expandierte dann im Industriegebiet Maueler Feld. Die Produktionsfläche wurde inzwischen auf 5.000 m² erweitert, der Umsatz betrug 2006 23 Millionen Euro. Mit 90 Beschäftigten war WMV zweitgrößter Arbeitgeber in der Gemeinde.
- Leina-Werke GmbH
Einer der weltweit größten Hersteller für Verbandstoffe aller Art. Gegründet wurde das Unternehmen im Jahr 1964. Das Unternehmen ist deutscher Marktführer und seit 1997 europäischer Marktführer in der Herstellung von Warndreiecken.
- G. Wendt GmbH
Das Unternehmen ist einer der größten Hersteller für Schleifmittel, Trenn- und Schruppscheiben aller Art.
- Hubert von Carnap GmbH & Co. KG
Das Unternehmen stellt seit 1870 Verpackungen und Kartonagen aller Art her. In Köln gegründet, war das Unternehmen zunächst als Pappenhandel und Papierschneiderei aktiv. 1972 wurde in Windeck ein als Zweitsitz angedachter Standort eingerichtet, welcher heute als Hauptsitz dient.[27]
- BeckerMedia
Inhabergeführte Werbeagentur und Softwarehaus, seit 1998 im Bereich der klassischen Printwerbung und in der Produktion digitaler Medien (Internet) tätig; Herausgeber des Anzeigenblatts und Veranstaltungsmagazins „Insider“, das in jeweils zwei eigenen Ausgaben für Eitorf, Ruppichteroth und Windeck sowie für Nümbrecht, Waldbröl und Morsbach ausgelegt wird.
- Becker Ingenieure
Ingenieurbüro für Technische Gebäudeausrüstung (TGA). Seit 1990 im Bereich der klassischen TGA-Ingenieurleistungen tätig.

### Schulen
- Gesamtschule Windeck (ehm. Ganztagshauptschule Rosbach und ehm. Realschule Herchen)
- Bodelschwingh-Gymnasium Herchen
- Förderschule mit dem Förderschwerpunkt Geistige Entwicklung Windeck-Rossel
- sowie 5 Grundschulen in Rosbach, Leuscheid, Dattenfeld, Schladern und Herchen

### Verkehr

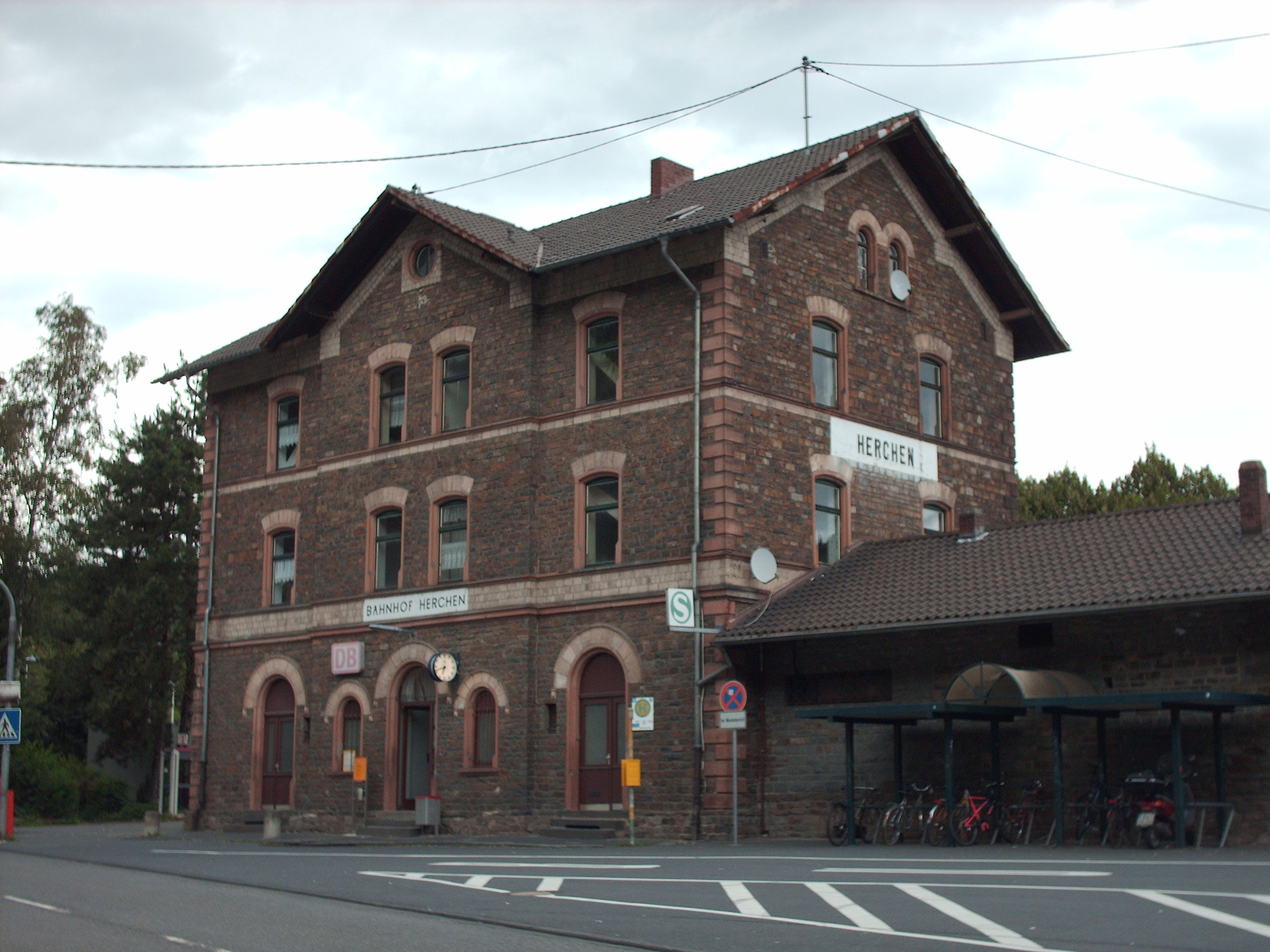
Empfangsgebäude Bahnhof Herchen

#### Straße
Autobahnanbindungen bestehen
- südlich zur A 3 über die B 256 bis zur Anschlussstelle Neuwied/Altenkirchen,
- westlich zur A 560 durch das Siegtal über die Landesstraße 333 bis zur Anschlussstelle Hennef-Ost
- nördlich zur A 4 durch den Oberbergischen Kreis.

Neben der L 333 und der B 256 führt die L 312 durch die Gemeinde.
In der Gemeinde waren am 1. Januar 2018 14.448 Kraftfahrzeuge zugelassen, darunter 11.638 Pkw.

#### Schiene
- Über die Siegstrecke sind mit den S-Bahnlinien 12 und 19 (Düren–Köln–Hennef–Au (Sieg)) die Stationen Herchen, Dattenfeld, Schladern, Rosbach und Au zu erreichen. Der Rhein-Sieg-Express (RE 9, Aachen–Köln–Siegen) hält in Herchen, Schladern und Au. Die Gemeinde gehört dem Verkehrsverbund Rhein-Sieg an. Der Bahnhof Schladern ist der meistfrequentierte Bahnhof in der Gemeinde und auch für das Umland wichtig.
- Mit der Westerwald-Sieg-Bahn (Kreuztal–Siegen–Wissen–Au–Altenkirchen (Westerwald)–Hachenburg–Nistertal-Bad Marienberg–Westerburg–Limburg an der Lahn) sind die Bahnhöfe Au (Sieg) und der Bahnhaltepunkt Geilhausen durch die Linie RB 90 zu erreichen, welche von der Hessischen Landesbahn (HLB), Bereich Dreiländerbahn, nach dem Rheinland-Pfalz-Takt stündlich angefahren wird; von Montag bis Freitag besteht zu den Hauptverkehrszeiten zwischen Au und Altenkirchen teilweise ein 30-Minuten-Takt.

## Persönlichkeiten

### In Windeck geboren
- Ernst Wehner (1894–1976), Kommunalpolitiker (CDU)
- Max Mairich (1910–1990), Schauspieler; geboren in Imhausen
- Paul Gottfried Röhrig (1925–2007), Professor an der Universität zu Köln
- Karl Wienand (1926–2011), ehemaliger Gemeindedirektor und Politiker (SPD), Spion der DDR[29]
- Karl-Friedrich Gansäuer (* 1932), Diplomat; geboren in Perseifen
- Hans-Jürgen Kuhl (* 1941), Künstler und Grafik-Designer[30]
- Frieder Döring (* 1942), Arzt und Schriftsteller
- Peter Praet (* 1949), Direktoriumsmitglied der Europäischen Zentralbank (EZB)

### Mit Windeck verbunden
- Johann Wilhelm Pauli gen. Paul von Bettenhagen (1793–1813), Freiheitskämpfer gegen Napoleon im sogenannten Knüppelrussenaufstand, arbeitete zeitweise als Bergarbeiter in den Erzgruben auf der Silberhardt.
- August Sander (1876–1964), Fotograf, lebte in Kuchhausen.
- Dietrich Wilhelm Hartig (1877–1938), evangelischer Pfarrer in Herchen von 1918 bis 1938 und NS-Gegner
- Ernst Moritz Roth (1902–1945), Vikar in Windeck-Dattenfeld von 1932 bis 1935 und NS-Gegner
- Karl Christian Peters (1911–1944), Maler, Zeichner, Illustrator
- Hubert Bruhs (1922–2005), Bildhauer
- Hanns Dieter Hüsch (1925–2005), Kabarettist, wohnte in Werfen.
- Wolf-Rüdiger Weisbach (* 1941), Landarzt, Autor und Künstler, wohnt in Herchen.
- Renan Demirkan (* 1955), Schauspielerin und Autorin, lebt in Windeck.
- Andy Borg (* 1960), Schlagersänger und Moderator, lebte kurze Zeit in Herchen.
- Lena Sabine Berg (* 1964), Schauspielerin, wohnt in Dreisel.
- Meik Gerhards (* 1970), evangelischer Theologe, lebte von 1970 bis 1989 in Kohlberg.
- Volker Weininger (* 1971), Kabarettist und Büttenredner, lebte von 1971 bis 1995 und von 2003 bis 2009 in Schladern.
- Jonas Reckermann (* 1979), Beachvolleyball-Weltmeister 2009 und dreifacher Europameister und Olympiasieger von London, spielt beim TSV Germania Windeck Hallen-Volleyball.